# Jack Dawn
Jack Dawn (Covington, 10 febbraio 1892 – Glendale, 20 giugno 1961) è stato un truccatore statunitense.
Ha lavorato in più di duecento film in trentasette anni di carriera.

## Biografia
Da ragazzo, quando viveva in una fattoria del Kentucky, Dawn scolpiva facce nell'arenaria che trovava sulle rive di un torrente vicino, usando uno scalpello, un martello e un cucchiaio. Si trasferì poi a Hollywood, dove trovò lavoro come comparsa, interpretando un coraggioso indiano per 3 dollari al giorno. Prestò servizio nell'esercito inglese durante la prima guerra mondiale, poi tornò nella capitale del cinema americano per lavorare come assistente al trucco e attore part-time alla Universal Pictures. Una delle sue prime creazioni fu una maschera rigida e scomoda che indossava nel ruolo di scimmia nel 1925. Per realizzare maschere più elastiche e realistiche, iniziò a sperimentare una varietà di materiali. Dopo nove anni di ricerca mentre lavorava alla Metro-Goldwyn-Mayer, sviluppò una plastica sintetica che chiamò vinylite resin, per la quale ricevette il brevetto. La sua prima applicazione fu per creare i volti cinesi per il cast prevalentemente bianco di La buona terra nel 1937.
Due anni dopo, Dawn ricevette il compito di dare vita a tre personaggi non umani - uno spaventapasseri, un uomo di latta e un leone - nell'ormai classico film musicale della MGM Il mago di Oz, basato sul romanzo di L. Frank Baum. Creò anche il trucco verde per la strega dell'ovest Margaret Hamilton e diversi look per Frank Morgan, che interpretava cinque diversi personaggi nel film, così come per i Mastichini, i piccoli abitanti di Oz. Il suo lavoro lo rese famoso a Hollywood.
Nel 1943, Dawn si avvicinò al San Diego Naval Hospital con un'offerta per aiutare i soldati della seconda guerra mondiale i cui volti e mani erano stati sfigurati in battaglia. Creò oggetti che aiutavano i pazienti a riacquistare un aspetto normale dopo operazioni di chirurgia plastica.
Dawn lavorò con molti dei leggendari artisti di Hollywood, tra cui Stanlio e Ollio, Greta Garbo, Mickey Rooney, Judy Garland, Bert Lahr, Ray Bolger, Jack Haley, Greer Garson, Clark Gable, Spencer Tracy, Katharine Hepburn, Lucille Ball, Ingrid Bergman, Elizabeth Taylor, Frank Sinatra, Gene Kelly, Ginger Rogers, Lana Turner, Fred Astaire e Betty Hutton.
Dawn morì a Glendale, in California, cinque anni dopo essersi ritirato dal cinema. Fu sepolto con una tomba anonima nel cimitero del Forest Lawn Memorial Park.